# デュルビ・デュ・ノール
デュルビ・デュ・ノール（フランス語: Derby du Nord、フランス語発音: [døbi du nɔʁ], 英語: Northern Derby）は、フランスのノール＝パ・ド・カレー地域圏に本拠地を置くふたつのサッカークラブ、リールOSCとRCランスの対戦（ローカル・ダービー）のことである。リールはノール県・リール、ランスはパ＝ド＝カレー県・ランスに本拠地を置く。両クラブはノール＝パ・ド・カレー地域圏で最も成功を収めている2クラブであり、両都市は40kmしか離れていない。
デュルビ・デュ・ノールという名称は、リールとヴァランシエンヌFCの対戦を指すこともあるが、歴史的にはリールとランスの対戦のみを指す。このため、リールとヴァランシエンヌの対戦はル・プティ・デュルビ・デュ・ノール（Le Petit Derby du Nord、ミニ・北部ダービーと呼ばれることもある。ヴァランシエンヌはノール県・ヴァランシエンヌに本拠地を置く。
リールとランスは1937年に初対戦した。この時のリールはオリンピック・リロワのエンブレムを付けてプレーした。両クラブが似通っていること、両クラブのサポーターの社会学上の異なりなどから、両クラブ間では激しいライバル意識が育まれた。ダービーの発展は、両都市の社会的・経済的な異なりによって実証されている。ランスは古くからの町であり、労働者階級が多く、工業が盛んである。リールは中流階級が多く、現代的で、国際志向の町である。

## 対戦成績
2015年5月3日時点
| 大会                                 | 試合数 | リール勝利 | 引き分け | ランス勝利 |
| ------------------------------------ | ------ | ---------- | -------- | ---------- |
| リーグ・アン（ディヴィジョン・アン） | 98     | 36         | 32       | 30         |
| クープ・ドゥ・フランス               | 9      | 6          | 1        | 2          |
| クープ・ドゥ・ラ・リーグ             | 1      | 0          | 0        | 1          |
| トロフェ・デ・シャンピオン           | 0      | 0          | 0        | 0          |
| 通算                                 | 108    | 42         | 33       | 33         |